# Sayeria
Sayeria is een geslacht van ongeveer vijftig soorten orchideeën uit de onderfamilie Epidendroideae. Het geslacht is afgesplitst van Dendrobium.
Het zijn epifytische orchideeën van warme, vochtige regenwouden uit Zuidoost-Azië, Australazië en Nieuw-Guinea, in het bezit van pseudobulben en diwijls vreemdgevormde, opvallende bloemen.

## Naamgeving enetymologie
- Synoniemen: Dendrobium Sw. sect. Latourea, Dendrobium Sw. sect. Holochrysa,

## Kenmerken
Sayeria-soorten zijn kleine tot grote epifytische of lithofytische orchideeën, met gegroepeerde, cilindrische tot spoelvormige, groen-, geel-, oranje- of purpergekleurde en gesegmenteerde pseudobulben, met aan de top één of enkele grote lancetvormige tot ellipische, leerachtige bladeren, en een korte zijstandige bloemtros met enkele tot maximaal een tiental veelkleurige bloemen.
De bloemen zijn klein tot groot, meestal vlezig en langlevend, dikwijls onopvallend groenbruin gekleurd, maar soms zeer opvallend en afwijkend gevormd en/of bezet met haren of stekels. Ze hebben dikwijls een opvallende, prettige geur.

## Habitaten verspreiding
Sayeria-soorten komen voor op mossige bomen en rotsen van warme, vochtige rivier- en kustregenwouden tot koele montane bossen, in Zuidoost-Azië en Australazië, meer specifiek in Java, de Molukken, Nieuw-Guinea, het noorden van Australië, Vanuatu, de Salomonseilanden en de Carolinen.

## Taxonomie
Sayeria omvat voornamelijk planten van de voormalige secties Latourea en Holochrysa van het geslacht Dendrobium, door Rauschert in het reeds eerder beschreven geslacht Sayeria geplaatst.
Het geslacht telt in de meest recent geaccepteerde taxonomie een vijftigtal soorten. De typesoort is Sayeria paradoxa.

### Soortenlijst
- Sayeria aberrans (Schltr.) Rauschert (1983)
- Sayeria acutisepala (J.J.Sm.) Rauschert (1983)
- Sayeria alexandrae (Schltr.) Rauschert (1983)
- Sayeria amphigenya (Ridl.) Rauschert (1983)
- Sayeria armeniaca (P.J.Cribb) Rauschert (1983)
- Sayeria atroviolacea (Rolfe) Rauschert (1983)
- Sayeria bairdiana (F.M.Bailey) Rauschert (1983)
- Sayeria bifalcis (Lindl.) Rauschert (1983)
- Sayeria bilocularis (J.J.Sm.) Rauschert (1983)
- Sayeria convoluta (Rolfe) Rauschert (1983)
- Sayeria curvimenta (J.J.Sm.) Rauschert (1983)
- Sayeria dendrocolloides (J.J.Sm.) Rauschert (1983)
- Sayeria diceras (Schltr.) Rauschert (1983)
- Sayeria euryantha (Schltr.) Rauschert (1983)
- Sayeria eustachya (Schltr.) Rauschert (1983)
- Sayeria eximia (Schltr.) Rauschert (1983)
- Sayeria finisterrae (Schltr.) Rauschert (1983)
- Sayeria forbesii (Ridl.) Rauschert (1983)
- Sayeria hodgkinsonii (Rolfe) Rauschert (1983)
- Sayeria incurvilabia (Schltr.) Rauschert (1983)
- Sayeria informis (J.J.Sm.) Rauschert (1983)
- Sayeria johnsoniae (F.Muell.) Rauschert (1983)
- Sayeria laurensii (J.J.Sm.) Rauschert (1983)
- Sayeria leucohybos (Schltr.) Rauschert (1983)
- Sayeria macrophylla (A.Rich.) Rauschert (1983)
- Sayeria mayandyi (T.M.Reeve & Renz) Rauschert (1983)
- Sayeria minutiflora Rauschert (1983)
- Sayeria mooreana (Lindl.) Rauschert (1983)
- Sayeria muscifera (Schltr.) Rauschert (1983)
- Sayeria neglecta (Gagnep.) Rauschert (1983)
- Sayeria otaguroana (A.D.Hawkes) Rauschert (1983)
- Sayeria pachystele (Schltr.) Rauschert (1983)
- Sayeria palawensis (Schltr.) Rauschert (1983)
- Sayeria paradoxa Kraenzl. (1894)
- Sayeria pleurodes (Schltr.) Rauschert (1983)
- Sayeria polysema (Schltr.) Rauschert (1983)
- Sayeria pseudotokai (Kraenzl.) Rauschert (1983)
- Sayeria psyche (Kraenzl.) M.A.Clem. & D.L.Jones (2002)
- Sayeria punamensis (Schltr.) Rauschert (1983)
- Sayeria rhodosticta (F.Muell. & Kraenzl.) Rauschert (1983)
- Sayeria rhomboglossa (J.J.Sm.) Rauschert (1983)
- Sayeria rigidifolia (Rolfe) Rauschert (1983)
- Sayeria ruginosa (Ames) Rauschert (1983)
- Sayeria ruttenii (J.J.Sm.) Rauschert (1983)
- Sayeria simplex (J.J.Sm.) Rauschert (1983)
- Sayeria spectabilis (Blume) Rauschert (1983)
- Sayeria subquadrata (J.J.Sm.) Rauschert (1983)
- Sayeria terrestris (J.J.Sm.) Rauschert (1983)
- Sayeria torricellensis (Schltr.) Rauschert (1983)
- Sayeria uncipes (J.J.Sm.) Rauschert (1983)
- Sayeria violascens (J.J.Sm.) Rauschert (1983)
- Sayeria wisselensis (P.J.Cribb) Rauschert (1983)
- Sayeria woodsii (P.J.Cribb) Rauschert (1983)